# Xenophidion acanthognathus
Xenophidion acanthognathus är en kräldjursart som upptäcktes och beskrevs av  de tyska zoologerna Günther och Manthey 1995. Xenophidion acanthognathus är en orm som ingår i släktet Xenophidion, och familjen Tropidophiidae. IUCN kategoriserar arten globalt som otillräckligt studerad. Inga underarter finns listade i Catalogue of Life.

## Utbredning och habitat
Xenophidion acanthognathus förekommer endemiskt i Malaysia på ön Borneo.
Arten trivs i fuktiga skogsmiljöer i lövhögar och under mossa.